# 臺灣流星弄蝶
臺灣流星弄蝶（学名：Celaenorrhinus major），又名江崎黃紋弄蝶、江崎小黃紋弄蝶、文田小黃紋弄蝶、文田黃紋弄蝶、黃射紋星弄蝶、華西黃紋弄蝶，为弄蝶科星弄蝶屬下的一个种。

## 描述
這種蝴蝶雌雄二型性不顯著。雄蝶頭部和觸角均為褐色，觸角尖頂呈鉤狀且亞尖頂處有模糊的白色鱗片。口器褐色，下唇鬚前伸，第1及第2節覆蓋乳黃色毛，腹面同色；足部褐色並覆蓋黃色鱗片。胸部背面褐色，腹面則混有黃白色與褐色毛；腹部褐色並帶有白色細環。
前翅近三角形，外緣略突出，後緣接近直線；後翅呈扇形。翅背面底色為褐色，後翅基部覆蓋橙色毛，前翅具透明斑紋。雄蝶的第二性徵包括：後足脛節有褐色毛束、後胸有一對銀白色特化鱗塊以及第2腹節腹面的一對線形發香袋開口。翅腹面斑紋與背面相似，但後翅斑點色調較淺，近翅基處有黃色條紋。
雌蝶外形與雄蝶相似，但缺乏上述第二性徵。

## 分佈
本種為臺灣特有種，主要分布於臺灣本島的中海拔山區，以北部、中部較為常見。

## 棲地
這種蝴蝶棲息於常綠闊葉森林，一年一代，成蝶在夏季出現。它們飛行靈敏活潑，喜歡訪花，並經常出現在林床活動。休息時會將翅膀平展。寄主植物為蕁麻科的短角冷水麻、細尾冷水麻及圓果冷水麻。